# Haitang, Chongqing
Haitang (kinesiska: 海棠) är en köping i sydvästra Kina. Den ligger i stadsdistriktet Changshou i storstadsområdet Chongqing, omkring 93 kilometer nordost om det centrala stadsdistriktet Yuzhong. Antalet invånare är 24 252. Befolkningen består av 11 618 kvinnor och 12 634 män. Barn under 15 år utgör 21,0 %, vuxna 15-64 år 66 %, och äldre över 65 år 12,0 %.